# شهيد الجلجثة (فلم)
شهيد الجلجثة (بالإسبانية: El mártir del calvario) هو فيلم درامي مكسيكي عام 1952 من إخراج ميغيل مورايتا عن حياة المسيح. تم ترشيحه عام 1954 لجائزة مهرجان كان السينمائي.

## فريق العمل
- إنريكي رامبال - خيسوس المسيح
- مانويل فابريجاس - يهوذا
- كونسويلو فرانك - مريم العذراء
- أليسيا بالاسيوس - مريم المجدلية
- ميغيل أنخيل فيريز - بطرس
- كارمن مولينا - مارتا
- خوسيه ماريا ليناريس ريفاس - كايفا
- فيليبي دي ألبا - أندريس
- لويس بيريستين - جيفي سيناجوجا
- ميغيل أريناس - خوسيه دي أريماتيا
- لوب لاكا - فيرونيكا
- ألبيرتو ماريسكال - أناس الجوفن
- ألفونسو ميخيا - ماركوس
- خوسيه بافيرا - بونسيو بيلاتوس
- فرناندو كازانوفا - سنتوريون

## هوامش
تمت دبلجة الفيلم في مصر إلى اللغة العربية، وأوكل الأداء الصوتي إلى الممثل أحمد علام والممثلة سميحة أيوب